# Дно (город)

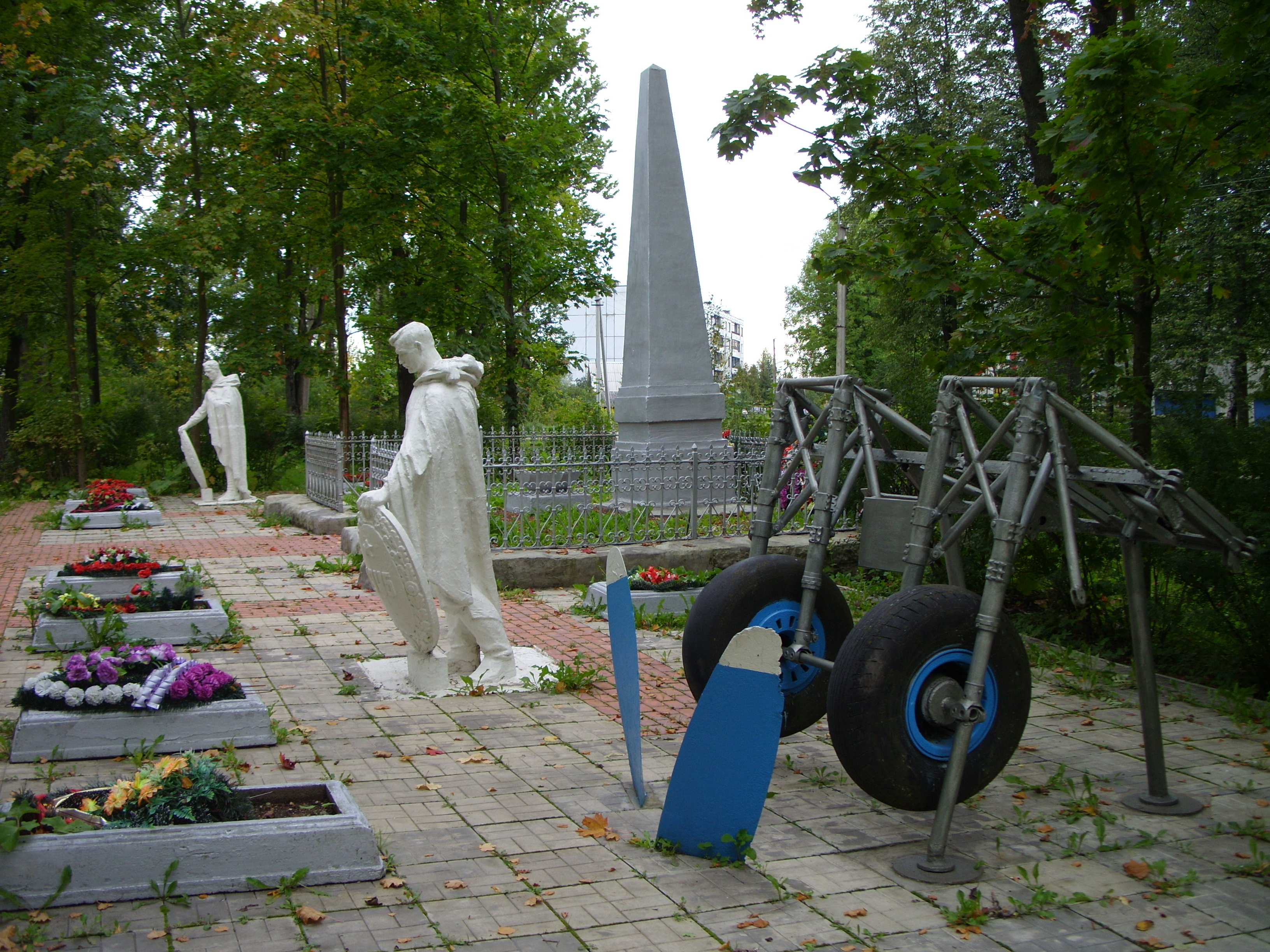
Памятник

Дно — город (с 1925) в  Псковской области России. 
Административный центр Дновского района и городского поселения «Дно».
Расположен на Шелонской низменности, в 113 км от Пскова. Железнодорожный узел и станция Дно, соединяющая Псков с Москвой через Бологое и Старую Руссу, а также Санкт-Петербург с Витебском и Полоцком.

## История
Впервые деревни Дно Большое и Донце Меньшое Шелонской пятины Новгородской республики упоминаются в писцовых книгах в начале XV века. Дно за время своего существования не раз менял свой статус: то он был в составе Новгородской земли во времена Псковской республики, то принадлежал Московскому Великому князю. Когда земли по Шелони принадлежали Новгороду, многие деревни были монастырскими, причём порядка десяти деревень числилось за Новгородским Юрьевым монастырем, но деревни Дно и Донце Меньшое принадлежали Козьмодемьянскому монастырю.
С середины XVI века деревня Донце Меньшое уже нигде не упоминается, существуют две версии — или она запустела после эпидемии чумы, свирепствовавшей в 1550 году, или соединилась с Дном Большим. В 1576 году в сельце насчитывалось 33 двора, из которых 14 крестьянских и 11 — ремесленных. Согласно документам, селом владел крупный помещик Афанасий Бельский, родственник Малюты Скуратова. В XVIII веке во многих документах упоминается и под названием Донщина.
К концу XIX века Дно (или Донщина) стало большим селом (около шестисот жителей).
Затем центр Дновской волости Порховского уезда Псковской губернии.
В литературе существует устоявшееся мнение, что в 1917 году в ходе Февральской революции на станции Дно император Николай II подписал отречение от престола, по этому случаю на станции даже был установлен поклонный крест. Однако это заблуждение: в Дневнике Николая II станция Дно упомянута лишь как одна из точек на пути сначала в Царское Село, а затем, после изменения маршрута, — в Псков (это же подтверждают и другие источники). Само же отречение и подписание соответствующего манифеста состоялось в вагоне царского поезда в Пскове, что отмечено мемориальной доской на псковском железнодорожном вокзале.

## Население
| 1926    | 1931  | 1939    | 1959    | 1970    | 1979    | 1989    | 1992    | 1996    | 1998    | 2000    | 2001    |
| ------- | ----- | ------- | ------- | ------- | ------- | ------- | ------- | ------- | ------- | ------- | ------- |
| 6100    | ↗6900 | ↗14 701 | ↘11 664 | ↗11 693 | ↗11 751 | ↗12 149 | ↗12 400 | ↘12 100 | ↘12 000 | ↘11 700 | ↘11 600 |
| 2002    | 2004  | 2005    | 2006    | 2007    | 2008    | 2009    | 2010    | 2011    | 2012    | 2013    | 2014    |
| ↘10 049 | ↘9943 | ↘9891   | ↘9770   | ↘9667   | ↘9501   | ↘9345   | ↘9061   | ↘9025   | ↘8736   | ↘8475   | ↘8292   |
| 2015    | 2016  | 2017    | 2018    | 2019    | 2020    | 2021    |         |         |         |         |         |
| ↘8089   | ↘7982 | ↘7855   | ↘7683   | ↘7525   | ↘7381   | ↗7850   |         |         |         |         |         |

На 1 января 2025 года по численности населения город находился на 997-м месте из 1124 городов Российской Федерации.
Национальный состав
По итогам переписи населения 2020 года проживали следующие национальности (национальности менее 0,1 % и другое, см. в сноске к строке «Другие»):
| Национальность | Численность, чел. | Доля     |
| -------------- | ----------------- | -------- |
| Русские        | 7565              | 96,37 %  |
| Украинцы       | 40                | 0,51 %   |
| Таджики        | 21                | 0,27 %   |
| Азербайджанцы  | 20                | 0,25 %   |
| Белорусы       | 19                | 0,24 %   |
| Другие         | 185               | 2,36 %   |
| Итого          | 7850              | 100,00 % |

## Экономика
Население города занято на предприятиях железнодорожного транспорта; также работают на металлообрабатывающем заводе, выпускающем алюминиевую посуду с антипригарным покрытием, а также на абразивном заводе.

### СМИ
- Газета «Дновец»

## Транспорт
В городе расположен крупный железнодорожный узел и вокзал железнодорожной станции Дно-I Санкт-Петербург-Витебского отделения Октябрьской железной дороги.

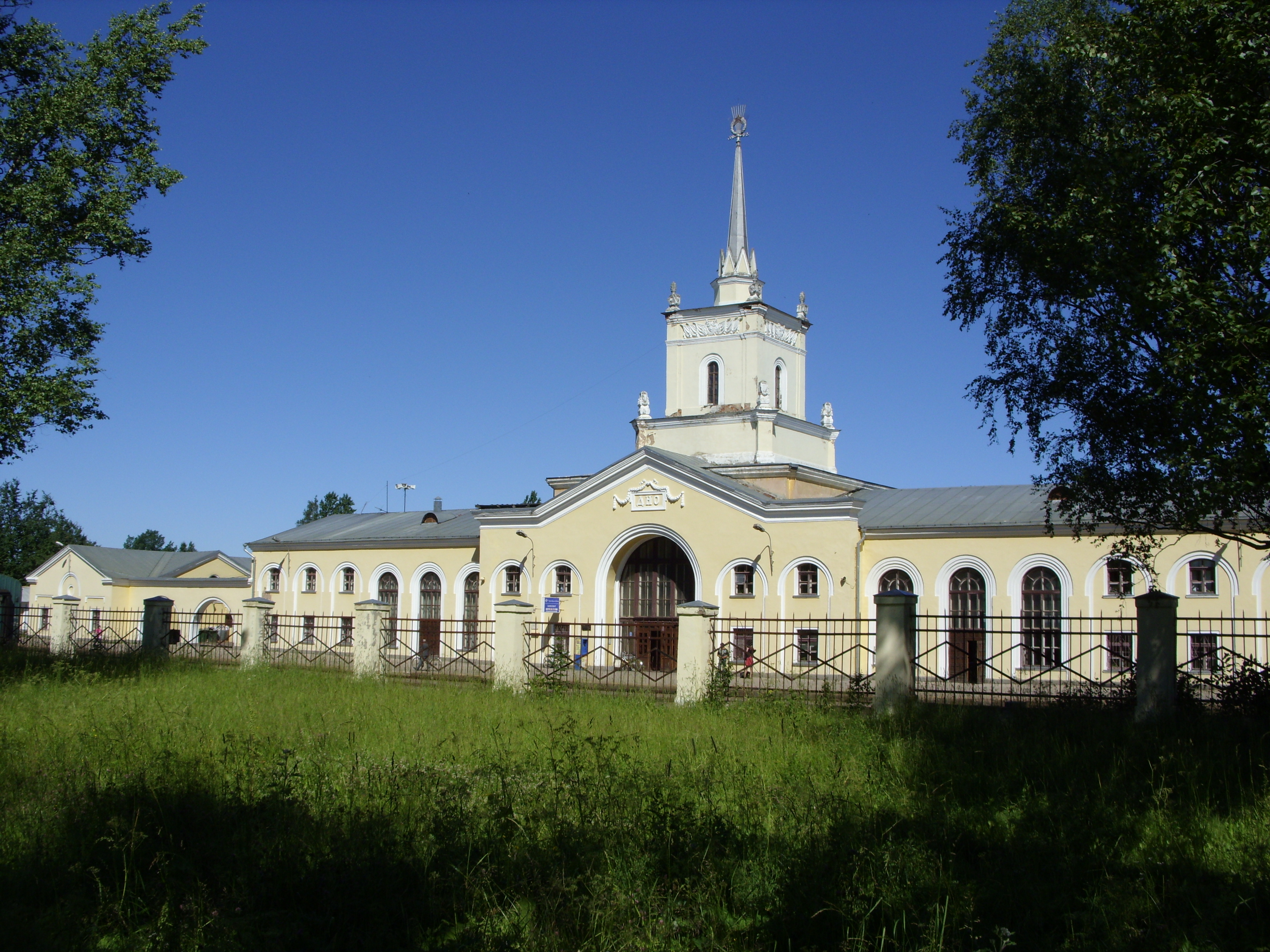
Железнодорожный вокзал
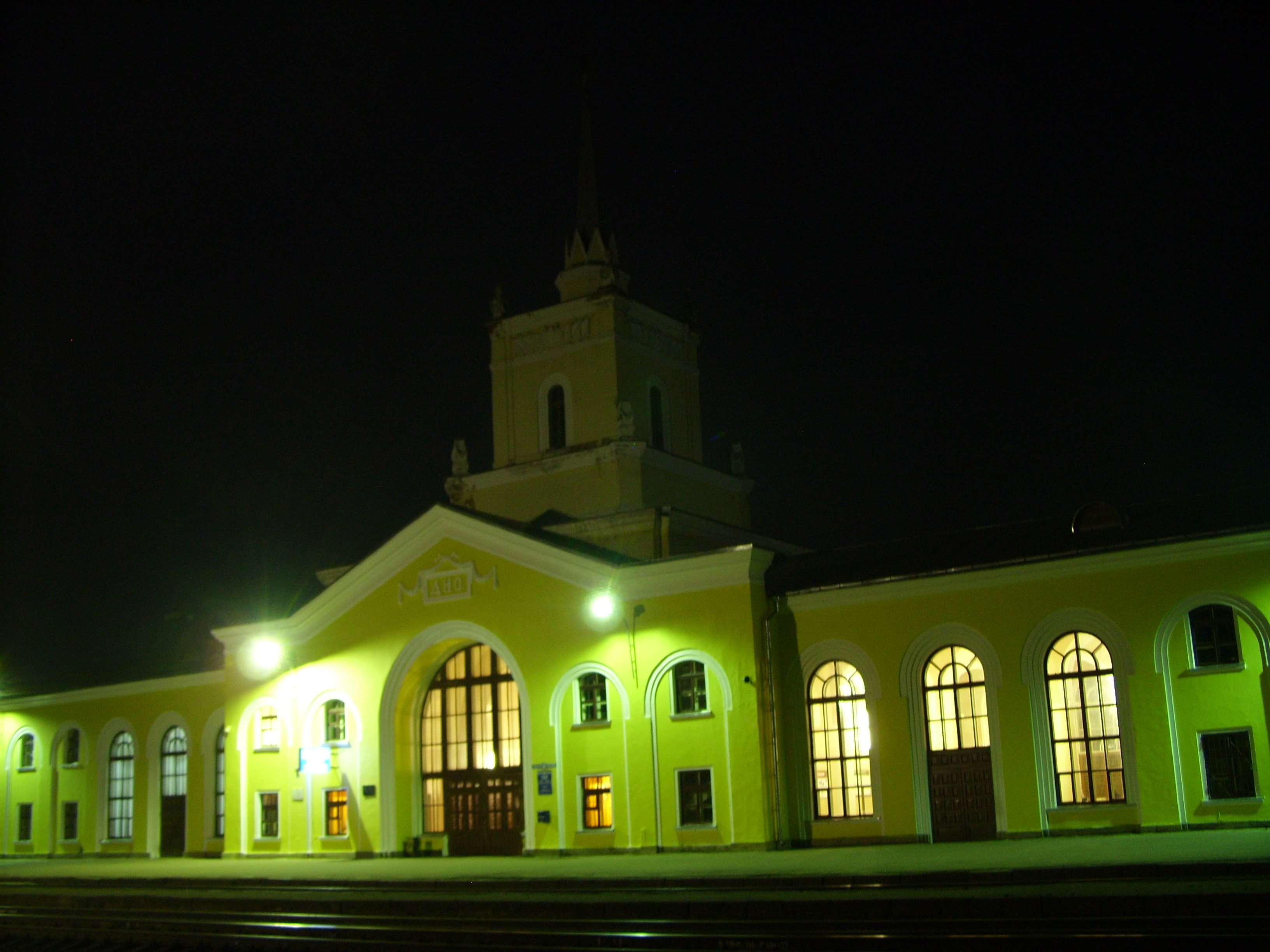
Железнодорожный вокзал ночью
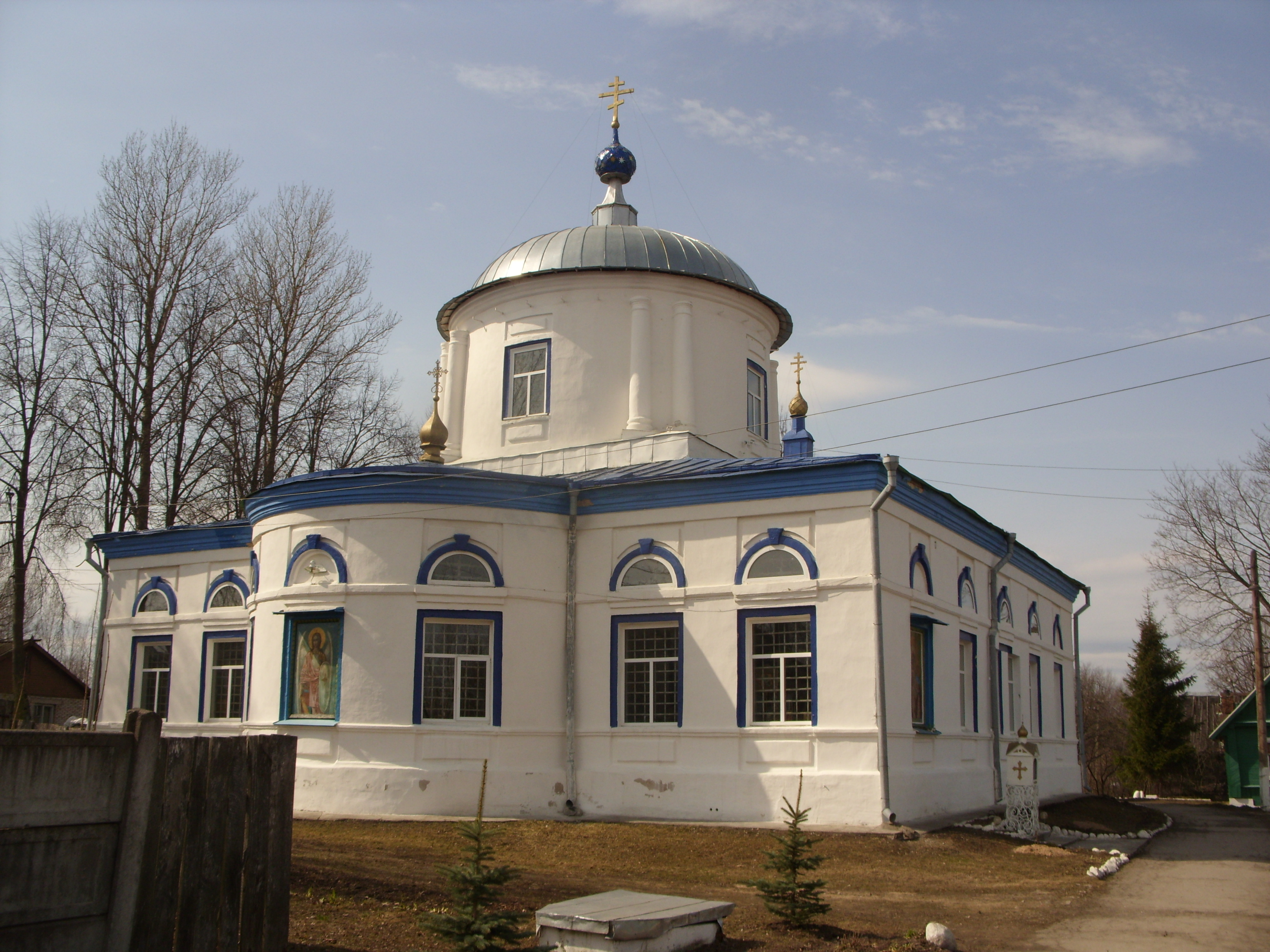
Храм Михаила Архангела